# HMS Indefatigable (1784)
Pour les autres navires du même nom, voir HMS Indefatigable.

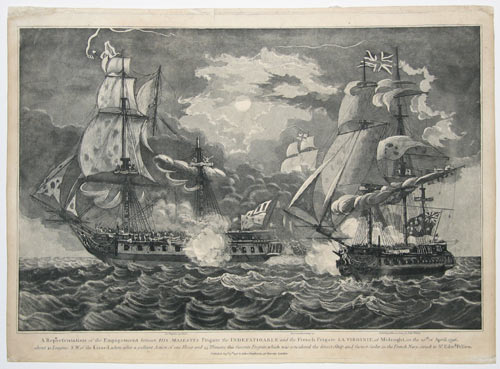
L'HMS Indefatigable, razee (à droite) se bat avec le Virginie. John Fairburn, 1796

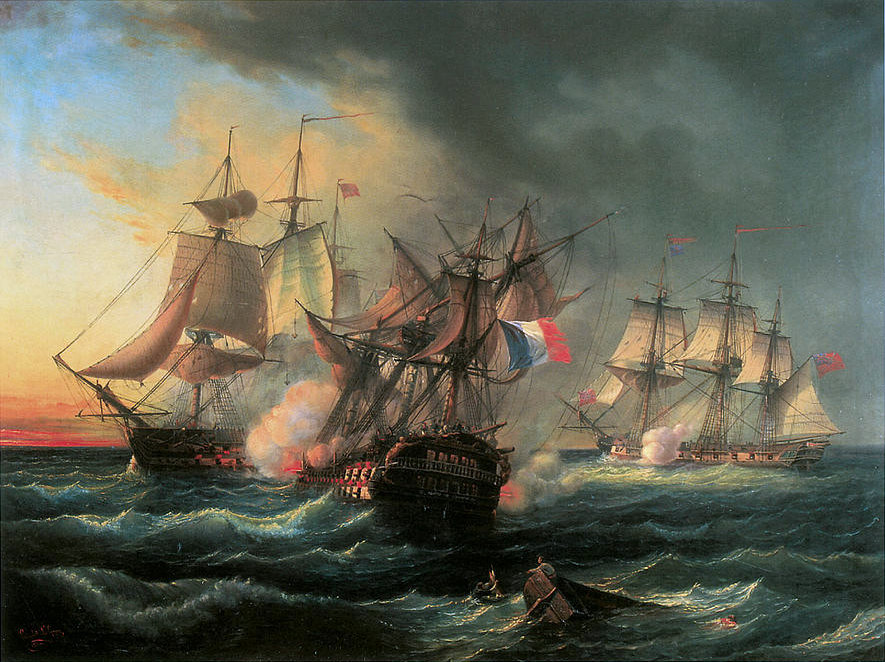
Combat du HMS Indefatigable (gauche) contre le Droits de l'Homme, par Léopold le Guen (1853)

Le HMS Indefatigable est un vaisseau de ligne de troisième rang de la classe Ardent armé de 64 canons dessiné par Sir Thomas Slade en 1761 pour le compte de la Royal Navy britannique. Il est rasé, transformé en frégate lourde et pour une nouvelle carrière à partir de 1795.

## Histoire
Il a une longue carrière et est commandé par plusieurs officiers de marine célèbres pendant les guerres de la Révolution française et les guerres de l'Empire. Il effectue, seul ou accompagné d'autres bâtiments, quelque 27 prises et, en 1847, l'Admiralty autorise l'émission de quatre fermoirs de la Naval General Service Medal destiné à tout membre d'équipage ayant servi à son bord pendant les combats auxquels il a pris part. Il est démantelé en 1816.
C'est un razée, « c'est-à-dire un vaisseau de 64 canons transformé en frégate lourde dont la batterie supérieure couverte est rasée. Devenu un véloce par les améliorations apportées tant à l'artillerie que dans la voilure par son premier capitaine, Edward Pellew, l'Indefatigable entame une nouvelle carrière à partir de 1795. Sous de grands chefs comme Pellew (1795-1799), ou Graham Moore (1803-1805), mais aussi six autres capitaines, l'Indefatigable, jusqu'en 1815, avec un tableau de chasse redoutable, montre ses capacités à s'emparer de navires marchands, à courir sur les corsaires français mais aussi à affronter des vaisseaux de guerre de taille et d'armement supérieurs. »

## Sources et bibliographie
- Robert Gardiner, Frigates of the Napoleonic Wars, Chatham Publishing, Londres, 2006,  (ISBN 1-86176-292-5).
- Brian Lavery, The Ship of the Line - Volume 1: The development of the battlefleet 1650-1850, Conway Maritime Press, 2003,  (ISBN 0-85177-252-8).
- Jean-Michel Roche, Dictionnaire des Bâtiments de la flotte de guerre française de Colbert à nos jours, tome I, page 105.
- (en) Rif Winfield, British Warships in the Age of Sail 1793-1817 : Design, Construction, Careers and Fates, Seaforth, 2008, 418 p. (ISBN 978-1-86176-246-7 et 1-86176-246-1)